# Микела Мойоли
Микела Мойоли (на италиански: Michela Moioli) е италианска сноубордистка.
Олимпийска шампионка в дисциплината сноубордкрос на зимните олимпийски игри в Пьонгчанг през 2018 г.. Двукратна бронзова медалистка от световни първенства. Участничка в зимните олимпийски игри в Сочи през 2014 г.. Родена на 17 юли 1995 г. в Алцано Ломбардо, Италия.
В националния отбор на Италия от 2011 година.
Родители: Джанкарло и Фиорелла Мойоли.

## Успехи
Олимпийски игри:
- Шампион (1): 2018 Пьонгчанг в сноубордкрос

Световно първенство:
- Бронзов медал (1): 2015, 2017

## Участия на зимни олимпийски игри
| Олимпийски игри            | Място     | Държава    | дисциплина   | класиране |
| -------------------------- | --------- | ---------- | ------------ | --------- |
| Зимни олимпийски игри 2014 | Сочи      | Русия      | сноубордкрос |           |
| Зимни олимпийски игри 2018 | Пьонгчанг | Южна Корея | сноубордкрос | Шампион   |

### Световна купа (крайно класиране)
| Сезон | Място | Точки |
| ----- | ----- | ----- |
| 2013  | 3-то  | 3170  |
| 2014  | 27-о  | 540   |
| 2015  | 3-то  | 1900  |
| 2016  | 1-во  | 5100  |
| 2017  | 2-ро  | 4490  |